# رولاند جيرو
رولاند جيرو (بالفرنسية: Roland Giraud) (و. 1942 – م) هو ممثل، من فرنسا، ولد في الرباط.

## وصلات خارجية
- رولاند جيرو على موقع IMDb (الإنجليزية)
- رولاند جيرو على موقع ألو سيني (الفرنسية)
- رولاند جيرو على موقع ميوزك برينز (الإنجليزية)
- رولاند جيرو على موقع أول موفي (الإنجليزية)
- رولاند جيرو على موقع قاعدة بيانات الأفلام السويدية (السويدية)
- رولاند جيرو على موقع ديسكوغز (الإنجليزية)
- رولاند جيرو على موقع قاعدة بيانات الفيلم (الإنجليزية)
- رولاند جيرو على موقع ليتربوكسد (الإنجليزية)
- رولاند جيرو على موقع كينوبويسك (الروسية)